# Улица Козлова (Симферополь)
Улица Козлова — улица в Центральном районе Симферополя. Названа в честь советского писателя и партийного деятеля Ивана Козлова. Общая протяжённость — 1,83 км.

## Расположение
Начинается на пересечении с улицей Пушкина у стадиона «Локомотив». Пересекается проспектом Кирова, улицами Севастопольской, Караимской, Футболистов. Соединяется с Тамбовской, переулком Козлова, Старозенитной, Русской, Красноармейской, Черноморской и Черноморским переулком. Заканчивается переходом в Ангарскую улицу. Общая протяжённость улицы составляет 1,83 километра.

## История
Первоначально улица имела названия Мало-Садовой, а позже Ново-Садовая. Во время немецкой оккупации в 1941—1944 улица сохранила своё название (нем. Neue Gartenstrasse). В 1958 году власти города переименовали улицу в честь советского писателя и партийного деятеля Ивана Козлова, который скончался годом ранее. На доме № 1 установлена мемориальная доска в память Козлова.
В 1920-е — 1930-е годы было снесено первое христианское кладбище города, располагавшееся между улицами Крылова и Козлова. В конце улицы Козлова расположено армянское и воинское кладбища.

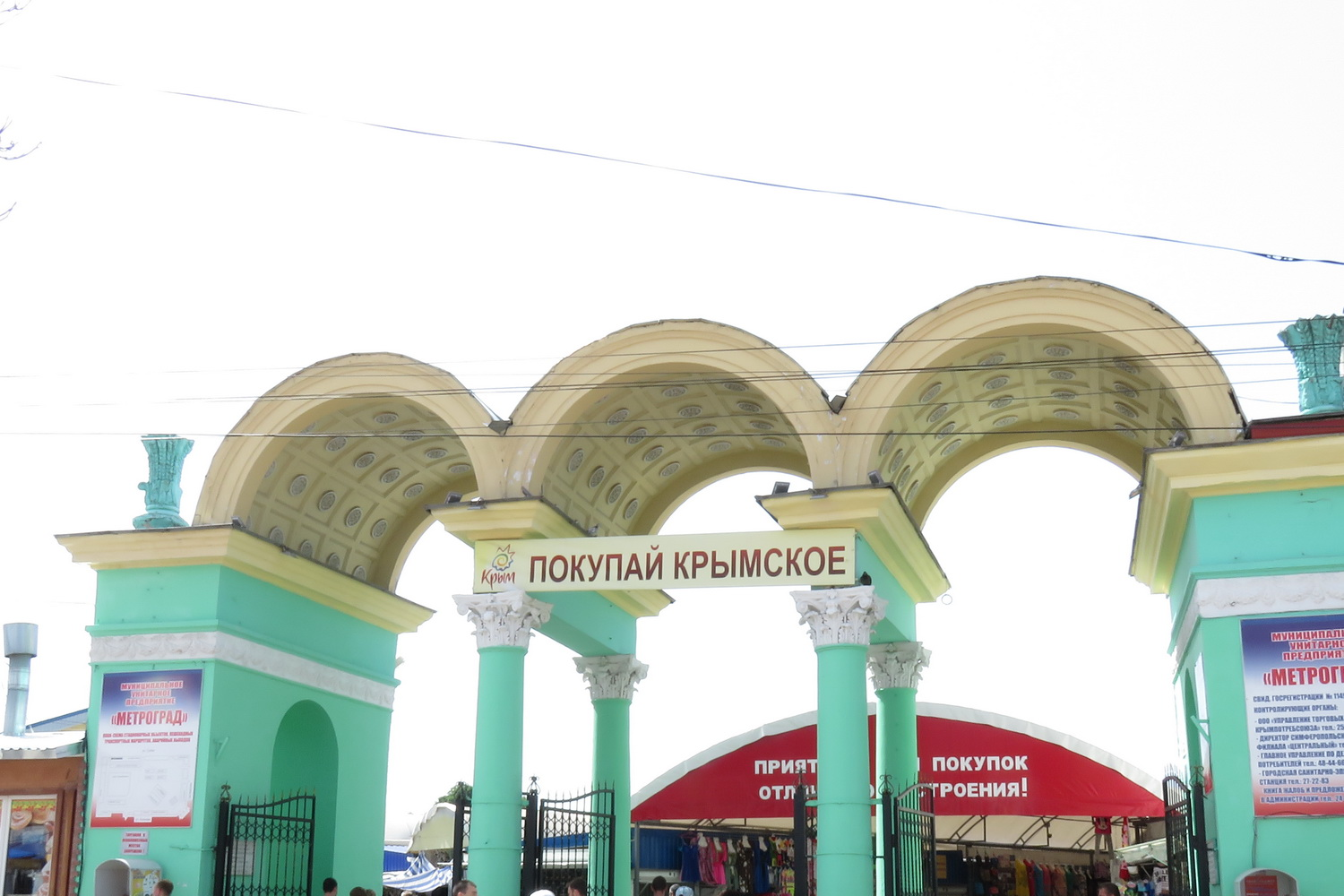
Центральный рынок, 2016 год

В 1950-е годы, после сносна рынка на Базарной площади и обустройства на его месте парка имени Тренёва, площади Ленина, Дома Советов, украинского музыкально-драматического театра и дома профсоюзов, рынок был перенесён на улицу Козлова. Новый рынок получил название — Колхозный, а позднее — Центральный. В 1990-е годы возле Центрального рынка возник стихийный микрорынок, называемый местными жителями «козлятником». После аннексии Крыма Российской Федерацией власти города затеяли снос стихийного рынка и обустройство на его месте пешеходной зоны с автомобильной парковкой. Против сноса рынка выступали предприниматели, торговавшие на этом месте. Одним из противников сноса был депутат Симферопольского городского совета и член «Единой России» Константин Попов, которого исключили из партии за критику сноса рынка. Глава Республики Крыма Сергей Аксёнов предположил, что недовольство предпринимателей вызвано усилиями тогдашнего премьер-министра Украины Арсения Яценюка.
Демонтаж стихийного микрорынка был начат летом 2015 года. Работы по благоустройству были завершены в 2017 году. При этом из городского бюджета средства не выделялись, поскольку благоустройство финансировали предприниматели Иосиф Файнгольд и Стёпа Акопян. Также во время реконструкции дорога от Севастопольской улицы до кольца на площади Амет-Хана Султана была расширена на одну полосу.
Как минимум с 2011 года поднимался вопрос переноса самого Центрального рынка за пределы города, поскольку это предусмотрено Генеральным планом развития Симферополя. В 2016 году главный архитектор Симферополя Эрнст Мавлютов предложил построить на месте рынка офисный центр.
В марте 2021 год улица была закрыта для проезда автомобилей в течение пяти дней в связи с проведением ремонтно-строительных работ.